# Adenophora hatsushimae
Adenophora hatsushimae är en klockväxtart som beskrevs av Siro Kitamura. Adenophora hatsushimae ingår i släktet kragklockor, och familjen klockväxter. Inga underarter finns listade i Catalogue of Life.